# حسن‌آباد (بافت)
حسن‌آباد یک روستا در ایران است که در دهستان بزنجان شهرستان بافت واقع شده‌است.